# Zaraza (epizoda)
Zaraza (eng. Contagion) jedanaesta je epizoda druge sezone američke znanstveno-fantastične serije Zvjezdane staze: Nova generacija. 

## Radnja
Enterprise ulazi u Neutralnu Zonu, odgovarajući na očajnički poziv za pomoć s broda USS Yamato, koji je teško oštećen nakon nekoliko opasnih, neobjašnjivih kvarova na svom putovanju prema matičnom planetu davno izumrle rase Ikonijanaca.
Dok je kapetan Yamata objašnjavao prirodu svoje misije Picardu, veza se iznenada prekine i Yamato eksplodira. Istražujući incident, Picard sazna kako je misteriozna sonda lansirana prema brodu nekoliko dana ranije, emitirala snažne energetske izboje. Krećući se prema Ikoniji kursom kojim je Yamato prethodno prošao, Enterprise doživi iste probleme kao i Yamato prije uništenja.

La Forge obavijesti Picarda kako je sonda prepravila programe na Yamatu, izazvavši time proboj warp jezgre koji je uništio brod. La Forge također otkrije da se Enterprise također zarazio presnimivši podatke s Yamata neposredno prije uništenja.

U pokušaju da spase Enterprise, Picard, Data i Worf teleportiraju se na Ikoniju. Istovremeno, pojavi se romulanska ratna ptica, koja naredi Enterpriseu da napusti Neutralnu Zonu. Ubrzo Romulanci odluče napasti bespomoćni Enterprise, čiji se štitovi ne mogu uključiti. No kada im otkaže naoružanje postane jasno kako je i njihov brod također zaražen zbog tajnog skidanja zaraženih podataka s Yamata. Kada Riker napokon uspije uključiti Enterpriseove štitove, naređuje da budu stalno uključeni kako bi odbili daljnje romulanske napade, svjestan da na taj način neće moći teleportirati Picarda i ostatak ekipe s planeta.
U međuvremenu, na površini planeta, ekipa slučajno pokrene ikonijanski "portal" koji omogućava trenutačni transport na udaljena mjesta, kao što su drugi planeti te Enterprise ili romulanska ptica. Kada izvor energije, koji je aktivirao sonde, napadne Datu i pokuša prepraviti njegove programe, Worf ga spasi tako što ga odvede kroz portal nazad na Enterprise, dok Picard ostane na površini kako bi uništio ikonijansku postaju da ne bi pala u ruke Romulanaca.

Geordi ne može pomoći Dati, te android naizgled umre. No odjednom se probudi, nakon što je njegov samoregenerativni mehanizam izbacio zaražene podatke iz memorije. Ovo daje Geordiju ideju da obriše svu memoriju iz brodskog računala od trenutka kopiranja podataka s Yamata. Picard pokrene samouništenje ikonijanske postaje i prođe kroz portal, no umjesto na Enterpriseu, nađe se na pokvarenom romulanskom brodu, tijekom slijeda za samouništenje kojeg posada ne može zaustaviti. Istovremeno, Geordi uspijeva očistiti memoriju i osposobiti većinu brodskih sustava. Ubrzo posada uspije teleportirati Picarda nazad na Enterprise. Riker otkrije Romulancima način na koji će spasiti svoj brod, nakon čega Enterprise žurno napusti Neutralnu Zonu.

## Vanjske poveznice
- Zaraza na startrek.com  Arhivirana inačica izvorne stranice od 14. kolovoza 2009. (Wayback Machine)